# Métairie monastique de Bergeresse
La ferme de Bergeresse est une ancienne métairie monastique dépendant de la Chartreuse du Liget. Elle est située sur la commune d'Azay-sur-Indre, dans le département d'Indre-et-Loire.
Ses premiers bâtiments attestés sont construits au XIVe siècle et remaniés à plusieurs reprises jusqu'au XIXe siècle. Elle est partiellement inscrite à l'inventaire des monuments historiques depuis le 14 septembre 1949.
Cette demeure privée ne se visite pas.

## Localisation
L'ancienne ferme monastique de Bergeresse (aujourd'hui lieu-dit « le Grand-Bergeresse ») se trouve à 2 km au nord-ouest du bourg d'Azay-sur-Indre presque en bordure de la D 943, sur le plateau de la Champeigne tourangelle. L'environnement de la ferme est constitué de parcelles de terres cultivables qui constituaient probablement son domaine.

## Historique
La ferme de Bergeresse était jusqu'en 1274 un fief dépendant du Fau (ancien nom de Reignac-sur-Indre). À cette date, son propriétaire, Philippe de Bergeresse, le vend aux moines de  la Chartreuse du Liget qui agrandissent le domaine et en gardent la propriété jusqu'en 1789. Un cartulaire du Liget du XIVe siècle mentionne d'ailleurs à plusieurs reprises des achats de terre pour le compte de « Bergeresce ». L'utilisation dans ce cartulaire des termes « airal » ou « maison » semble indiquer qu'il se trouve au centre d'une exploitation agricole ; au XVIIe siècle, Bergeresse est cité comme « fief ».
La construction du bâtiment principal semble dater du milieu du XIVe siècle, hypothèse corroborée par les résultats des analyses dendrochronologiques des bois de charpente. Au début du XVIe siècle, le bâtiment est profondément réaménagé avec la construction de la tourelle extérieure et le remaniement des salles ; c'est peut-être au même moment qu'est construite la chapelle, si toutefois il ne s'agit pas de la reprise d'un bâtiment de la fin du XIVe siècle. Au XVIIe siècle, le logis principal est prolongé vers l'ouest par une construction qui lui est accolée.
Saisi comme bien national sous la Révolution française au même titre que toutes les possessions de la Chartreuse du Liget, le fief de Bergeresse est vendu. À cette époque, cinq métairies sont sous sa dépendance.
Pendant la Seconde Guerre mondiale, Bergeresse, en zone libre non loin de la ligne de démarcation, abrite temporairement des passeurs ainsi que ceux qui viennent de franchir la ligne. Le grenier de la tour sert de poste d'observation à des soldats français qui surveillent l'activité des troupes d'occupation en zone occupée.
Ce sont le portail d'entrée (au nord), en arc brisé, ainsi que le bâtiment principal qui font l'objet de l'inscription à l'inventaire des monuments historiques le 14 septembre 1949.

## Architecture et décoration

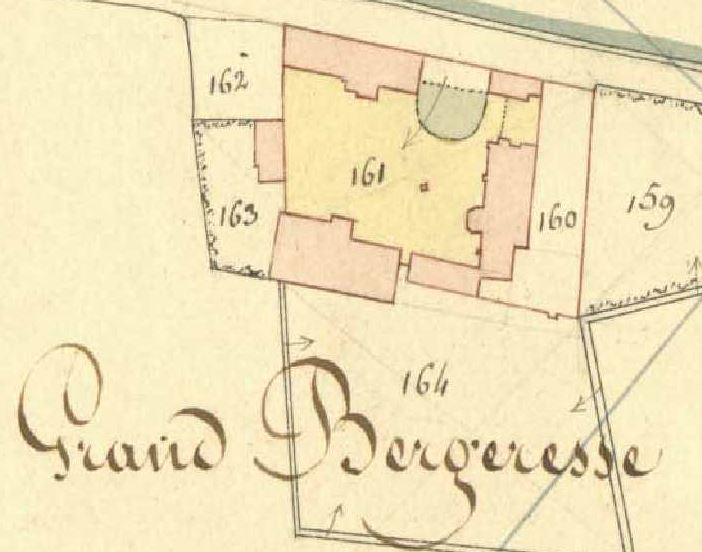
Extrait du cadastre napoléonien (Azay-sur-Indre, section C1)

L'architecture générale de l'ensemble, qui allie un bâtiment principal doté d'aménagements de confort inhabituels (latrines) à des secteurs dévolus au stockage, qui possède sa proche chapelle, semble assez comparable à celle d'une grange cistercienne ou d'un prieuré.

### Logis principal
Le logis principal, mesurant à l'origine 24 × 9 m, est un bâtiment à trois niveaux séparés par des planchers. Le style des baies qui l'éclaire est différent d'un niveau à l'autre. Les traces d'une ancienne tourelle datant de la construction du bâtiment, au XIVe siècle, ayant pu abriter des « latrines » sont visibles. On suppose l'existence d'une galerie extérieure en bois, côté sud, permettant de desservir les différents étages. Si le premier niveau semble avoir été divisé par des cloisons en bois, les deux étages supérieurs sont constitués d'une salle unique. Quatre contreforts épaulent le mur nord.
Au début du XVIe siècle, le bâtiment est l'objet de profonds remaniements : la tourelle d'escalier hexagonale est construite du côté nord à la place de l'un des contreforts, les planchers sont repris, et le troisième étage, séparé en deux niveaux par un plancher dégageant des combles, semble dès lors consacré au stockage. L'une des pièces du premier étage est munie d'une cheminée dont le manteau porte un blason à trois fleurs de lys.
C'est au XVIIe siècle qu'est construit, à l'usage du fermier, une extension vers l'ouest du logis sous la forme d'un bâtiment accolé au logis principal.
Ce n'est pas avant 1825 que le logis principal est séparé en deux propriétés distinctes, cloisonné et remanié.

### Chapelle
La chapelle est placée près du portail de l'enceinte, disposition souvent rencontrée. Sur un plan rectangulaire, elle devait prendre jour par une baie en arc brisé dans son mur oriental. Ses murs sont décorés intérieurement de fresques en mauvais état datant du XVIe siècle et représentant des scènes religieuses, découvertes en 1949, année de l’inscription de Bergeresse à l’inventaire des monuments historiques. Elles représentent saint Christophe, l'ange Gabriel, saint Georges et la Vierge de l'Annonciation. Un médaillon représentant le Père Éternel couronne l'ensemble.

### Mur d'enceinte et dépendances
Le mur de l'enceinte trapézoïdale, construit en moellons, est ouvert, côté nord, d'une porte charretière surmontée d'un arc brisé et accolée d'un porte piétonne masquée par une construction récente. Deux granges sont appuyées sur les côtés est et ouest du mur d'enceinte. Ce dispositif est complété, dans l'angle intérieur sud-est, d'une petite construction ayant pu servir de boulangerie.